# Margarochroma
Margarochroma је род мољаца породице Crambidae.

## Врсте
- Hampson, 1907
- Warren, 1896